# Kalilangan
Kalilangan ist eine Großraumgemeinde in der Provinz Bukidnon auf der Insel Mindanao in den Philippinen. Sie hat 41.601 Einwohner (Zensus 1. August 2015), die in 14 Barangays leben. Sie gehört zur zweiten Einkommensklasse der Gemeinden auf den Philippinen und wird als partiell urbanisiert beschrieben. 
Ihre Nachbargemeinden sind Maguing im Nordwesten, Bumbaran im Westen und Wao im Südwesten, alle in der Provinz Lanao del Sur gelegen, Talakag im Norden und Pangantucan im Osten und Süden. Die Topographie der Gemeinde wird als gebirgig mit großen canyonartigen Tälern und großen Hochplateaus beschrieben. Im Norden liegt das Gebirge der Mount Kalatungan Range.
Im Nordosten der Gemeinde liegt der Mount Kalatungan Range Natural Park. Der Tausa- und Pantaka-See liegen im Barangay Canituan, sie gelten als gute Badegewässer. Der Salzwassersee im Sitio New Janiuay, Barangay Ninoy Aquino, hat eine höhere Schwefelkonzentration und ist einer der wenigen Salzwasserseen der Philippinen. Vom Pod-ong Peak im Barangay Malinao hat man eine schöne Panoramasicht auf die umliegenden Gebiete. 

## Barangays
| - Bangbang - Baborawon - Canituan - Kibaning - Kinura - Lampanusan - Maca-opao | - Malinao - Pamotolon (Pamotdon) - central Poblacion - Public - Ninoy Aquino - San Vicente Ferrer - West Poblacion |